# 吉田産業
株式会社吉田産業（よしださんぎょう）は、青森県八戸市に本社を置く、建設資材の販売・気象事業等を行う事業者である。

## 沿革
- 1921年 - 「吉田金物店」として創業。
- 1948年 - 「株式会社吉田金物店」を設立。
- 1963年 - 「株式会社吉田産業」に商号変更。
- 1988年 - 現在の社屋となる「YSビル」を新築。
- 1989年 - 吉田産業青森ほか11社を統合・合併し、吉田産業となる。海洋気象事業部を新設する。

## 主要商品
- YSストロングフレーム
- 太陽光発電システム
- YS-DF耐火屋根工法　など

## 営業拠点
- 本店（青森県八戸市）
  - 東京事務所（東京都中央区）

青森県
- 青森支店（青森県青森市）
  - 函館営業所（北海道函館市）
- 五所川原支店（青森県五所川原市）
- 弘前支店（青森県平川市）
- 八戸支店（青森県八戸市）
  - 十和田営業所（青森県十和田市）
  - 六ヶ所営業所（青森県上北郡六ヶ所村）
  - 久慈営業所（岩手県久慈市）
  - 鉄鋼流通センター（青森県八戸市）
  - 住まいのショールーム・増改築センター（青森県八戸市）
  - ワイエスプロショップ十和田（青森県十和田市）
- むつ支店（青森県むつ市）
- ハウジング加工センター（青森県八戸市）

秋田県
- 秋田支店（秋田県秋田市）
- 大館支店（秋田県大館市）
  - 能代営業所（秋田県能代市）
- 横手支店（秋田県横手市）

岩手県
- 盛岡支店（岩手県盛岡市）
- 水沢支店（岩手県奥州市水沢区）
  - 花北営業所（岩手県北上市）
- 一関支店（岩手県一関市）
- 宮古支店（岩手県宮古市）
- 北上支店（岩手県北上市）

宮城県
- 仙台支店（宮城県仙台市若林区）

福島県
- 福島支店（福島県福島市）
  - 郡山営業所（福島県郡山市）

## グループ会社
- 住吉工業
- サンホームズ
- 吉田管材
- ニッコーケン
- ワイエス管材
- 吉田レミコン
- 五所川原レミコン
- 市浦生コン
- 吉田システム
- テクノル
- ワイエスオート（フォード車・マツダ車取り扱いディーラー）
- 吉田石油
- ホテルエース
- グリーンハウス
- ワイエス
  - グリーンハウス事業部
  - ミッド事業部
- しぐまリース
- 吉田不動産：姉妹会社